# 로세토델리아브루치
로세토델리아브루치(이탈리아어: Roseto degli Abruzzi)는 이탈리아 아브루초주 테라모도에 위치한 코무네다. 아드리아해를 낀 휴양지이기도 하다. 지리적으로 보았을 때, 로세토는 보마노 강(Vomano)과 토르디노 강(Tordino)강의 어귀에 있다. 현내에서는 두 번째로 큰 도시이다.

## 역사
도시의 명칭은 1877년에 이탈리아 왕국에 움베르토 1세의 명령에 의해서 로스부르고(Rosburgo)라 붙였는데, 나중에 이 명칭은 쓰이지 않게 되었다. 특히 군인들 사이에서 더더욱 그랬는데 그 이유는 제1차 세계대전 기간에 이탈리아의 적국이였던 오스트리아의 언어와 같이 들렸기 때문이었다. 결국 1927년에 현재의 이름으로 바뀌었다. 새 이름은 도시의 길거리와 발코니를 장식한 수많은 장미들과 협죽도에서 유래되었다.

## 스포츠
로세토를 연고로 한 스포츠 팀 중에서는 농구팀 로세토 바스켓이 가장 유명하다. 4,500명을 수용할 수 있는 실내 체육관을 보유하고 있다. 다른 인기 있는 스포츠 시설로는 올림픽 규정 사이즈를 갖춘 수영장, 많은 수의 테니스 코트, 커다란 칼체토(축구와 유사한 구기 종목으로 3-5명이 한 팀이 되어서 작은 테니스 코트 크기의 울타리를 친 곳에서 벌이는 스포츠이다) 코트, 보체(bocce) 코트가 있다.

## 경제
로세토는 중요한 교통의 요충지이다. 이곳의 경제는 상업과 관광업이 균형을 이룬것에 집중하고 있다. 많은 양의 잼, 마멀레이드, 저장 식품들을 생산 수출하는 롤리 사(Rolli S.p.A)의 공장도 있다. 세계적으로 높은 품질의 빈티지 포도주를 많이 생산하는 시알레티(Scialletti)도 위치해있다.

## 교육
캐나다인 학교(Canadian school), 첸트로 스쿠올라(Centro Scuola)는 로세토와 근처 이웃 마을에서 여름 언어 프로그램을 조직하였다. 2004년 가을에 시작하였으며 현재도 진행되고 있다.